# Persone di nome Luka
| Questa pagina contiene informazioni ricavate automaticamente dalle voci biografiche con l'ausilio del template Bio e di un bot. L'aggiornamento è periodico e automatico e ricostruisce completamente la pagina. Se manca una persona in questa lista, sei pregato di non aggiungerla, ma accertati piuttosto che la sua voce biografica contenga il template Bio e che i dati anagrafici siano correttamente compilati. Se il template Bio manca, inseriscilo tu stesso o, in alternativa, metti l'avviso {{tmp\|Bio}} che ne segnala la mancanza. Se i dati riportati sono sbagliati, correggi direttamente la voce biografica; le modifiche saranno visibili in questa lista entro pochi giorni. Per chiarimenti vedi il progetto antroponimi. La lista contiene solo le 123 persone che sono citate nell'enciclopedia e per le quali è stato implementato correttamente il template Bio. Pagina aggiornata al 22 lug 2025. |

Questa è una lista di persone presenti nell'enciclopedia che hanno il nome Luka, suddivise per attività principale.

## Allenatori di calcio(4)
- Luka Bonačić, allenatore di calcio e calciatore croato (Spalato, n. 1955)
- Luka Elsner, allenatore di calcio e ex calciatore sloveno (Lubiana, n. 1982)
- Luka Kaliterna, allenatore di calcio e calciatore croato (Spalato, n. 1893 - Spalato, † 1984)
- Luka Peruzović, allenatore di calcio e ex calciatore croato (Spalato, n. 1952)

## Artisti(1)
- Luka Mislej, artista sloveno (Vipacco, n. 1670 - Škofja Loka, † 1727)

## Assassini(1)
- Luka Magnotta, assassino canadese (Scarborough, n. 1982)

## Attori(1)
- Luka Peroš, attore croato (Zagabria, n. 1976)

## Canoisti(1)
- Luka Božič, canoista sloveno (San Pietro-Vertoiba, n. 1991)

## Canottieri(2)
- Luka Grubor, ex canottiere croato (Zagabria, n. 1973)
- Luka Špik, canottiere sloveno (Kranj, n. 1979)

## Cantanti(1)
- Luke Black, cantante serbo (Čačak, n. 1992)

## Cestisti(19)
- Luka Anđušić, cestista serbo (Belgrado, n. 1994)
- Luka Ašćerić, cestista austriaco (Sankt Pölten, n. 1997)
- Luka Babić, ex cestista croato (Spalato, n. 1991)
- Luka Bogdanović, ex cestista serbo (Belgrado, n. 1985)
- Luka Božić, cestista croato (Bjelovar, n. 1996)
- Luka Brajkovic, cestista austriaco (Feldkirch, n. 1999)
- Luka Cerovina, cestista serbo (Kragujevac, n. 2000)
- Luka Dončić, cestista sloveno (Lubiana, n. 1999)
- Luka Drča, ex cestista serbo (Belgrado, n. 1987)
- Luka Đurović, cestista montenegrino (Nikšić, n. 1995)
- Luka Garza, cestista statunitense (Washington, n. 1998)
- Luka Igrutinović, cestista serbo (Kragujevac, n. 1992)
- Luka Lapornik, cestista sloveno (Celje, n. 1988)
- Luka Mitrović, cestista serbo (Novi Sad, n. 1993)
- Luka Pavićević, ex cestista e allenatore di pallacanestro serbo (Titograd, n. 1968)
- Luka Rupnik, cestista sloveno (Lubiana, n. 1993)
- Luka Vončina, cestista sloveno (Lubiana, n. 1991)
- Luka Žorić, ex cestista croato (Zara, n. 1984)
- Luka Šamanić, cestista croato (Zagabria, n. 2000)

## Ciclisti su strada(2)
- Luka Mezgec, ciclista su strada e mountain biker sloveno (Kranj, n. 1988)
- Luka Pibernik, ex ciclista su strada sloveno (Lubiana, n. 1993)

## Geografi(1)
- Luka Juri, geografo e politico sloveno (Capodistria, n. 1977)

## Giocatori di football americano(4)
- Luka Beljanski, giocatore di football americano serbo (n. 1995)
- Luka Maksimović, ex giocatore di football americano e politico serbo (Velika Ivanča, n. 1991)
- Luka Velimirović, giocatore di football americano serbo (n. 1999)
- Luka Vujnović, giocatore di football americano serbo

## Hockeisti su ghiaccio(1)
- Luka Bašič, ex hockeista su ghiaccio sloveno (Lubiana, n. 1989)

## Judoka(2)
- Luka Maisuradze, judoka georgiano (Khashuri, n. 1998)
- Luka Mkheidze, judoka francese (Tbilisi, n. 1996)

## Maratoneti(1)
- Luka Kanda, ex maratoneta keniota (n. 1983)

## Pallamanisti(1)
- Luka Karabatić, pallamanista francese (Strasburgo, n. 1988)

## Pallanuotisti(6)
- Luka Bajic, pallanuotista croato (Lugano, n. 2000)
- Luka Bukić, pallanuotista croato (Zagabria, n. 1994)
- Luka Ciganović, pallanuotista jugoslavo (Ragusa, n. 1915 - Ragusa, † 1994)
- Luka Lončar, pallanuotista croato (Zagabria, n. 1987)
- Luka Sekulić, pallanuotista montenegrino (Spalato, n. 1987)
- Luka Vezilić, ex pallanuotista jugoslavo (Ragusa Vecchia, n. 1948)

## Pallavolisti(2)
- Luka Bašić, pallavolista francese (Rennes, n. 1995)
- Luka Marttila, pallavolista finlandese (Masku, n. 2003)

## Pattinatori artistici su ghiaccio(1)
- Luka Berulava, pattinatore artistico su ghiaccio russo (Mosca, n. 2002)

## Poeti(1)
- Vazha-Pshavela, poeta, giornalista e scrittore georgiano (Pshavi, n. 1861 - Tbilisi, † 1915)

## Politici(1)
- Luka Mesec, politico sloveno (Kranj, n. 1987)

## Rugbiste a 15(1)
- Luka Connor, rugbista a 15 neozelandese (Ōpōtiki, n. 1996)

## Scacchisti(1)
- Luka Budisavljević, scacchista serbo (Belgrado, n. 2004)

## Sciatori alpini(1)
- Luka Knific, ex sciatore alpino sloveno

## Scrittori(2)
- Luka Bekavac, scrittore croato (Osijek, n. 1976)
- Luka Botić, scrittore croato (Spalato, n. 1830 - Đakovo, † 1867)

## Velocisti(1)
- Luka Janežič, velocista sloveno (n. 1995)

## Violoncellisti(1)
- Luka Šulić, violoncellista sloveno (Maribor, n. 1987)